# Малисс, Ксавье
Ксавье́ Мали́сс (нидерл. Xavier Malisse; родился 19 июля 1980 года в Кортрейке, Бельгия) — бельгийский теннисист и тренер; победитель одного турнира Большого шлема в парном разряде (Roland Garros-2004); победитель 12 турниров ATP (три — в одиночном разряде); бывшая десятая ракетка мира в юниорском одиночном рейтинге.

## Общая информация
В детстве Ксавье неплохо играл в футбол, но в 13 лет сделал выбор в пользу тенниса; также бельгиец неплохо играет в гольф.

## Спортивная карьера
Начало карьеры. Полуфинал Уимблдона.
Малисс провёл первый матч в основном туре ATP в феврале 1998 года против первой ракетки мира на тот момент Пита Сампраса и смог взять в матче один сет. В июле того же года он дебютировал в составе сборной Бельгии в матчах Кубка Дэвиса. Осенью Ксавье сыграл свой первый финал турнира ATP — в Мехико, где уступил чешскому теннисисту Иржи Новаку — 3-6, 3-6.
Следующий финал Малисс сыграл в феврале на турнире в Делрей-Бич, но опять проиграл — на этот раз Ллейтону Хьюитту — 4-6 7-6(2) 1-6. В мае он дебютировал в основной сетке на Турнире серии Большого шлема — Открытом чемпионате Франции, где проиграл уже в первом раунде. В августе, пройдя квалификацию, он смог добраться до третьего раунда Открытого чемпионата США и после окончания турнира впервые войти в топ-100 мирового рейтинга. 

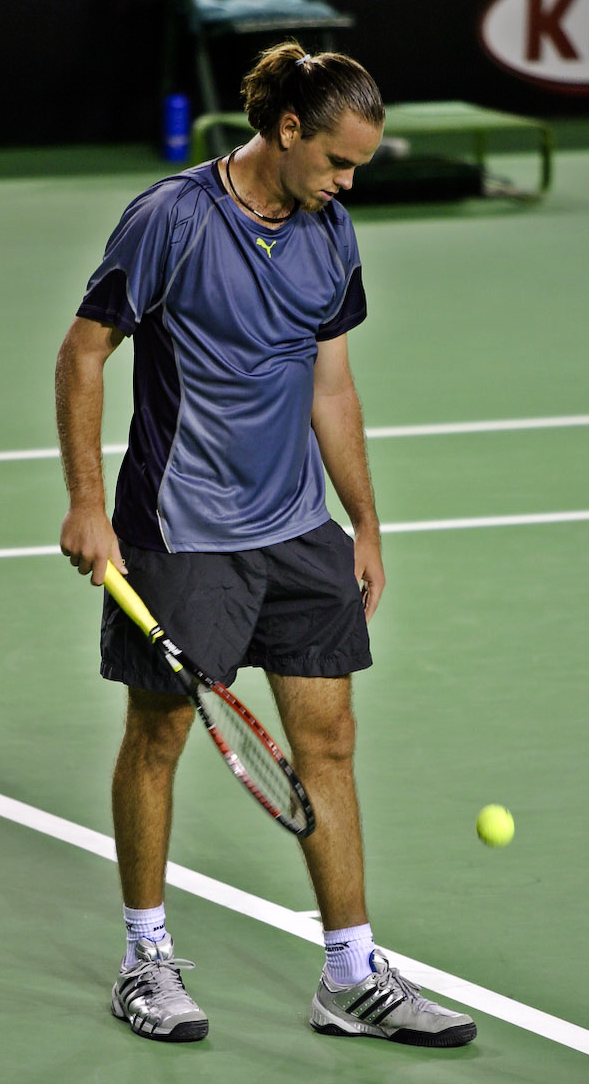
Малисс на Открытом чемпионате Австралии 2005 года

В феврале 2001 года Малисс вышел в полуфинал турнира в Сан-Хосе. Затем в марте он второй раз в карьере попадает в финал на турнире в Делрей-Бич, где вновь уступает (на этот раз Яну-Майклу Гэмбиллу (5-7, 4-6). В апреле бельгиец вышел в финал грунтового турнира в Атланте, проиграв в нём Энди Роддику (2-6, 4-6). В июле он вышел в полуфинал в Лос-Анджелесе и во втором раунде смог переиграть № 2 в мире Марата Сафина. На Открытом чемпионате США бельгиец впервые вышел в четвёртый раунд на Большом шлеме. Осенью Малиссу удалось выйти в полуфинал турнира в Лионе.
В феврале 2002 года на турнире в Мемфисе Малисс первый раз в сезоне вышел в полуфинал. Следующего полуфинала он достиг в марте на турнире в Скоттсдейле. На Открытом чемпионате Франции во втором раунде Ксавье обыграл № 6 в мире Тима Хенмена и продвинулся в целом на турнире до четвёртого раунда. Через месяц Малисс сумел добраться до полуфинала Уимблдонского турнира, победив по пути испанца Гало Бланко, американца Винсента Спейди, россиянина Евгения Кафельникова, британца Грега Руседски и голландского теннисиста Рихарда Крайчека в упорном пятисетовом поединке с общим счетом 6-1, 4-6, 6-2, 3-6, 9-7,  В острой борьбе за выход в финал он уступает аргентинцу Давиду Налбандяну 6-7(2), 4-6, 6-1, 6-2, 2-6. В августе Малисс достиг наивысшей для себя позиции за карьеру в мировом рейтинге, поднявшись на 19-е место.
2003-07. Победа в парах на Ролан Гаррос.
На Открытом чемпионате США 2003 года Малисс во второй раз в карьере оказался в четвёртом раунде. За весь тот сезон бельгиец несколько раз доходил до четвертьфинала, но не мог преодолеть этот этап. 2004 год стал успешным сезоном в карьере Ксавье Малисса. В мае впервые после трехлетней паузы он выходит в финал ATP на турнире в австрийском Санкт-Пёльтене. Пятый раз в истории, дойдя до решающего матча турнира ATP, он в пятый же раз уступает, на этот раз итальянскому теннисисту Филиппо Воландри — 1-6, 4-6. Первый титул бельгиец завоевал на соревнованиях не одиночного разряда, а в мужских парах. Совместно с Оливье Рохусом и неожиданно для многих специалистов он выигрывает свой первый турнир Большого шлема в парном разряде, победив на Открытом чемпионате Франции. Не имевшая своего номера посева бельгийская пара, сумела на пути к титулу выбить из сетки вторую пару турнира — шведа Йонаса Бьоркмана и австралийца Тодда Вудбриджа, девятую пару — аргентинцев Мартина Родригеса и Гастона Этлиса, третью — индийца Махеша Бхупати и белоруса Макса Мирного. В финале им противостояла французская пара (шестые при посеве) Микаэль Льодра и Фабрис Санторо, которых на трибунах активно поддерживала местная публика. Но бельгийской паре удалось сломить сопротивление соперников и выиграть в двух сетах 7-5, 7-5. Это победа стала первой и пока (на 2018 год) единственной победой на турнирах Большого шлема в соревнованиях среди мужчин для Бельгии. 
| Стадия  | Соперники (посев)                 | Рейтинг   | Счёт           |
| 1 раунд | Тодд Мартин Михаил Южный          | 301 / 174 | 6-3 2-6 6-3    |
| 2 раунд | Себастьян Прието Мариано Худ      | 32 / 21   | 6-4 6-1        |
| 3 раунд | Йонас Бьоркман Тодд Вудбридж (2)  | 3 / 4     | 6-2 6-4        |
| 1/4     | Мартин Родригес Гастон Этлис (9)  | 17 / 18   | 6-4 6-4        |
| 1/2     | Махеш Бхупати Максим Мирный (3)   | 5 / 6     | 7-6(1) 4-6 6-2 |
| Финал   | Микаэль Льодра Фабрис Санторо (6) | 14 / 7    | 7-5 7-5        |

В одиночном разряде на Ролан Гаррос 2004 года, а также на Уимблдонском турнире, Малисс дошёл до четвёртого раунда. Летом 2004 года он принял участие в Летних Олимпийских играх в Афинах, где проиграл в первом круге россиянину Михаилу Южному, а в парном Льодра и Санторо сумели отомстить Малиссу и Рохусу за поражение во Франции и выбили их уже в первом раунде. В октябре этого года ему удалось дойти до финала на турнире в Лионе, где Малисс потерпел поражение от шведа Робина Сёдерлинга — 2-6, 6-3, 4-6. В концовке сезона Малисс и Рохус приняли участие в Итоговом турнире в парном разряде. Там они выиграли один матч и проиграли два, не сумев выйти из своей группы.
В январе 2005 года Ксавье Малисс побеждает в паре с Оливье Рохусом на турнире в Аделаиде. В феврале того года по результатам выступлений Ксавье становится понятно, что турнир в Делрей-Бич наиболее успешный для него. Здесь он смог выйти в финал уже третий раз за карьеру. В финале ему противостоял чех Иржи Новак, которому Малисс уступил в своем первом финале на турнирах ATP в 1998 в Мехико. Победив в общей сложности только в седьмом для себя финале ATP со счетом 7-6, 6-2, Ксавье удается завоевать первый титул ATP в карьере в одиночном разряде. На Открытом чемпионате США бельгиец добрался до четвёртого раунда.
На старте сезона 2006 года Малисс дошёл до финала на турнире в Аделаиде и уступил в нём французу Флорану Серра — 3-6, 4-6. В феврале в четвёртый раз в своей спортивной биографии он вышел в финал на турнире Делрей-Бич. Ксавье не удалось защитить свой прошлогодний титул. Он уступил в финальной встрече немцу Томми Хаасу — 3-6, 6-3, 6-7(5). На Ролан Гаррос он смог выйти в четвертьфинал в мужских парах, в дуэте с Махешом Бхупати. В июле 26-летний бельгиец вышел в полуфинал турнира в Индианаполисе. В августе на турнире серии Мастерс в Торонто Малисс обыграл в первом раунде № 5 в мире Николая Давыденко и в целом смог выйти в четвертьфинал. На турнире в Нью-Хейвене он вышел в полуфинал. Лучшим результатом осени стал выход в полуфинал на турнире в Лионе.
В начале 2007 года Ксавье Малиссу удалось сделать два победных дубля, когда он смог в рамках одного турнира выиграть одиночный и парный трофей. Сначала на турнире в Ченнае  в одиночном разряде он побеждает в финале Штефана Коубека — 6-1, 6-3, а в парном турнире вместе с Диком Норманом выигрывает финал у испанцев Рафаэля Надаля и Бартоломе Сальва-Видаля — 7-6(4), 7-6(4). В Ченнае бельгиец обыграл вторую ракетку мира Надаля и в полуфинале одиночных соревнований. Затем в феврале на турнире в успешном для себя Делрей-Бич Ксавье побеждает вот уже во второй раз в одиночном разряде, переиграв в финале Джеймса Блейка — 5-7, 6-4, 6-4. Помимо второго титула, этот финал становится уже пятым для него на выступлениях в Делрей-Бич в мужских одиночных соревнованиях. В парном разряде вместе с американским теннисистом Хьюго Армандо в финале Малиссу удалось превзойти Джеймса Окленда и Стивена Хасса — 6-3, 6-7(4), [10-5]. Сезон 2007 года, начавшийся для Малисса так хорошо, был скомкан и он выступил до конца года после своей победы всего на трёх турнирах.
2008-13.

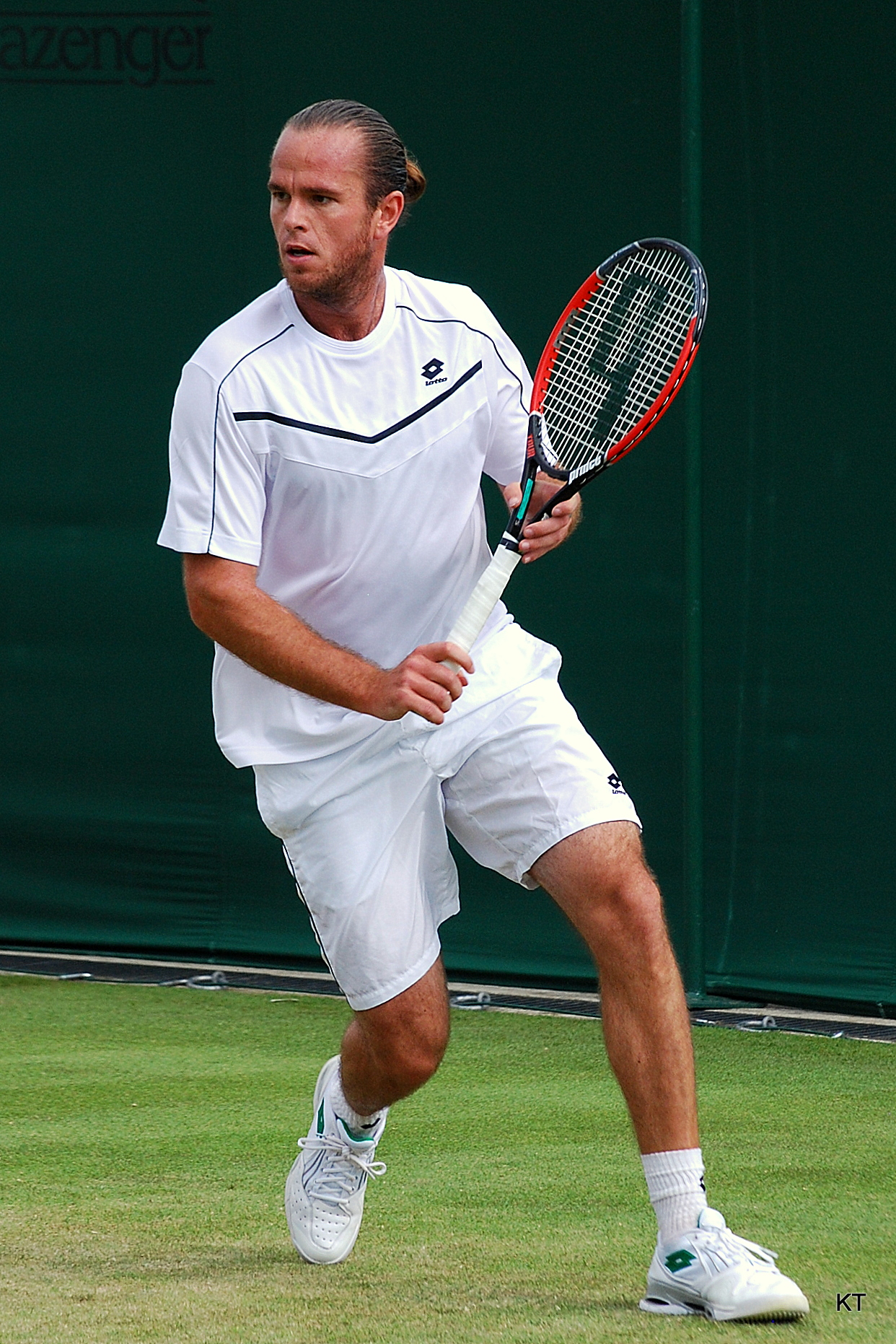
Малисс на Уимблдонском турнире 2011 года

За сезон 2008 года Малисс выиграл один одиночный и два парных трофей более младшей серии «челленджер». Ещё два титула на «челленджерах» они взял в 2009 году. В июне 2010 года Ксавье записал в свой актив победу над № 3 в мире Новаком Джоковичем, одержанную на траве в Лондоне. На следующем травяном турнира для себя в Хертогенбосе он впервые за три сезона вышел в полуфинал в Мировом туре. Следующего полуфинала Малисс достиг в августе на харде в Вашингтоне.
На старте 2011 года Малисс сыграл в последнем в карьере финале в одиночном разряде. Это произошло в Ченнае, где в решающем матче Ксавье проиграл Стэну Вавринке — 5-7, 6-4, 1-6. В марте бельгийский теннисист выиграл свой первый и единственный мастерс в парном разряде. Он первенствовал на турнире в Индиан-Уэллсе в команде с Александром Долгополовым. В июне Малисс смог выйти в полуфинал в Хертогенбосе, а на Уимблдонском турнире добрался до четвёртого раунда. В июле на турнире в Лос-Анджелесе он стал победителем в парном разряде в альянсе с Марком Ноулзом.
В феврале 2012 года дуэт Малисс и Ноулз выиграл парный приз на турнире в Сан-Хосе. В июне в Хертогенбосе Ксавье в третий год подряд вышел в полуфинал, а на Уимблдоне, как и в прошлом сезоне, смог дойти до четвёртого раунда. В июле в Лос-Анджелесе Малисс второй год подряд выиграл парные соревнования, разделив успех на этот раз с Рубеном Бемельмансом. Ещё один парный трофей он выиграл в феврале 2013 года в Сан-Хосе, где он выступил в партнёрстве с Франком Мозером. В июне он вновь сыграл в полуфинале травяного турнира в Хертогенбосе, а в первом раунде смог выбить из турнирной сетки первого номера посева Давида Феррера. По окончании сезона Малисс принимает решение о завершении профессиональной карьеры.

## Рейтинг на конец года
| Год  | Одиночный рейтинг | Парный рейтинг |
| 2015 |                   | 1582           |
| 2013 | 135               | 109            |
| 2012 | 63                | 47             |
| 2011 | 49                | 26             |
| 2010 | 60                | 336            |
| 2009 | 94                | 540            |
| 2008 | 162               | 165            |
| 2007 | 112               | 159            |
| 2006 | 37                | 82             |
| 2005 | 47                | 63             |
| 2004 | 48                | 39             |
| 2003 | 55                | 97             |
| 2002 | 25                | 391            |
| 2001 | 33                |                |
| 2000 | 127               |                |
| 1999 | 145               | 507            |
| 1998 | 161               | 443            |
| 1997 | 846               | 577            |
| 1996 | 822               | 896            |

По данным официального сайта ATP на последнюю неделю года.

## Выступления на турнирах

### Финалы турниров ATP в одиночном разряде (12)

#### Победа (3)
| Легенда                              |
| ------------------------------------ |
| Турниры Большого шлема (0+1*)        |
| Кубок Мастерс / Финал АТР-тура (0)   |
| ATP Мастерс 1000 (0+1)               |
| ATP International Gold / АТР 500 (0) |
| ATP International / АТР 250 (3+7)    |

| Титулы по покрытиям | Титулы по месту проведения матчей турнира |
| ------------------- | ----------------------------------------- |
| Хард (3+8*)         | Зал (0+2)                                 |
| Грунт (0+1)         | Зал (0+2)                                 |
| Трава (0)           | Открытый воздух (3+7)                     |
| Ковёр (0)           | Открытый воздух (3+7)                     |

* количество побед в одиночном разряде + количество побед в парном разряде.
| №  | Дата           | Турнир              | Покрытие | Соперник в финале | Счет        |
| 1. | 6 февраля 2005 | Делрей-Бич, США     | Хард     | Иржи Новак        | 7-6(6) 6-2  |
| 2. | 7 января 2007  | Ченнаи, Индия       | Хард     | Штефан Коубек     | 6-1 6-3     |
| 3. | 4 февраля 2007 | Делрей-Бич, США (2) | Хард     | Джеймс Блейк      | 5-7 6-4 6-4 |

#### Поражения (9)
| №  | Дата            | Турнир                 | Покрытие | Соперник в финале  | Счет           |
| 1. | 1 ноября 1998   | Мехико, Мексика        | Грунт    | Иржи Новак         | 3-6 3-6        |
| 2. | 9 мая 1999      | Делрей-Бич, США        | Грунт    | Ллейтон Хьюитт     | 4-6 7-6(2) 1-6 |
| 3. | 11 марта 2001   | Делрей-Бич, США (2)    | Хард     | Ян-Майкл Гэмбилл   | 5-7 4-6        |
| 4. | 29 апреля 2001  | Атланта, США           | Грунт    | Энди Роддик        | 2-6 4-6        |
| 5. | 23 мая 2004     | Санкт-Пёльтен, Австрия | Грунт    | Филиппо Воландри   | 1-6 4-6        |
| 6. | 10 октября 2004 | Лион, Франция          | Ковер(i) | Робин Сёдерлинг    | 2-6 6-3 4-6    |
| 7. | 8 января 2006   | Аделаида, Австралия    | Хард     | Флоран Серра       | 3-6 4-6        |
| 8. | 5 февраля 2006  | Делрей-Бич, США (3)    | Хард     | Томми Хаас         | 3-6 6-3 6-7(5) |
| 9. | 9 января 2011   | Ченнаи, Индия          | Хард     | Станислас Вавринка | 5-7 6-4 1-6    |

### Финалы челленджеров и фьючерсов в одиночном разряде (7)

#### Победы (4)
| Условные обозначения |
| Челленджеры (4+2*)   |
| Фьючерсы (0+2)       |

| Титулы по покрытиям | Титулы по месту проведения матчей турнира |
| ------------------- | ----------------------------------------- |
| Хард (4+1*)         | Зал (1)                                   |
| Грунт (0+3)         | Зал (1)                                   |
| Трава (0)           | Открытый воздух (3+4)                     |
| Ковёр (0)           | Открытый воздух (3+4)                     |

* количество побед в одиночном разряде + количество побед в парном разряде.
| №  | Дата            | Турнир           | Покрытие | Соперник в финале | Счёт       |
| 1. | 1 октября 2000  | Сан-Антонио, США | Хард     | Рональд Аженор    | 7-6(3) 6-3 |
| 2. | 20 июля 2008    | Монктон, Канада  | Хард     | Данай Удомчоке    | 6-4 6-4    |
| 3. | 2 августа 2009  | Гранби, Канада   | Хард     | Кевин Андерсон    | 6-4 6-4    |
| 4. | 25 октября 2009 | Орлеан, Франция  | Хард(i)  | Стефан Робер      | 6-1 6-2    |

#### Поражения (3)
| №  | Дата             | Турнир                       | Покрытие | Соперник в финале | Счёт    |
| 1. | 9 октября 2005   | Монс, Бельгия                | Хард(i)  | Оливье Рохус      | 2-6 0-6 |
| 2. | 9 августа 2009   | Ванкувер, Канада             | Хард     | Маркос Багдатис   | 4-6 4-6 |
| 3. | 13 сентября 2009 | Сен-Реми-де-Прованс, Франция | Хард     | Маркос Багдатис   | 4-6 1-6 |

### Финалы турниров Большого Шлема в мужском парном разряде (1)

#### Победы (1)
| №  | Год  | Турнир                     | Покрытие | Партнёр      | Соперники в финале            | Счёт    |
| 1. | 2004 | Открытый чемпионат Франции | Грунт    | Оливье Рохус | Микаэль Льодра Фабрис Санторо | 7-5 7-5 |

### Финалы турнировATPв парном разряде (13)

#### Победы (9)
| №  | Дата            | Турнир                     | Покрытие | Партнёр              | Соперники в финале                     | Счёт              |
| 1. | 5 июня 2004     | Открытый чемпионат Франции | Грунт    | Оливье Рохус         | Микаэль Льодра Фабрис Санторо          | 7-5 7-5           |
| 2. | 9 января 2005   | Аделаида, Австралия        | Хард     | Оливье Рохус         | Симон Аспелин Тодд Перри               | 7-6(5) 6-4        |
| 3. | 7 января 2007   | Ченнаи, Индия              | Хард     | Дик Норман           | Рафаэль Надаль Бартоломе Сальва-Видаль | 7-6(4) 7-6(4)     |
| 4. | 4 февраля 2007  | Делрей-Бич, США            | Хард     | Хьюго Армандо        | Джеймс Окленд Стивен Хасс              | 6-3 6-7(4) [10-5] |
| 5. | 20 марта 2011   | Индиан-Уэллс, США          | Хард     | Александр Долгополов | Роджер Федерер Станислас Вавринка      | 6-4 6-7(5) [10-7] |
| 6. | 31 июля 2011    | Лос-Анджелес, США          | Хард     | Марк Ноулз           | Сомдев Девварман Трет Конрад Хьюи      | 7-6(3) 7-6(10)    |
| 7. | 19 февраля 2012 | Сан-Хосе, США              | Хард(i)  | Марк Ноулз           | Кевин Андерсон Франк Мозер             | 6-4 1-6 [10-5]    |
| 8. | 29 июля 2012    | Лос-Анджелес, США (2)      | Хард     | Рубен Бемельманс     | Джейми Дельгадо Кен Скупски            | 7-6(5) 4-6 [10-7] |
| 9. | 17 февраля 2013 | Сан-Хосе, США (2)          | Хард(i)  | Франк Мозер          | Ллейтон Хьюитт Маринко Матошевич       | 6-0 6-7(5) [10-4] |

#### Поражения (4)
| №  | Дата            | Турнир                 | Покрытие | Партнёр         | Соперники в финале             | Счёт           |
| 1. | 12 января 2008  | Окленд, Новая Зеландия | Хард     | Юрген Мельцер   | Хуан Монако Луис Орна          | 4-6 6-3 [7-10] |
| 2. | 13 февраля 2011 | Сан-Хосе, США          | Хард(i)  | Алехандро Фалья | Скотт Липски Раджив Рам        | 4-6 6-4 [8-10] |
| 3. | 6 мая 2012      | Мюнхен, Германия       | Грунт    | Дик Норман      | Франтишек Чермак Филип Полашек | 4-6 5-7        |
| 4. | 22 июля 2012    | Атланта, США           | Хард     | Майкл Расселл   | Мэттью Эбден Райан Харрисон    | 3-6 6-3 [6-10] |

### Финалы челленджеров и фьючерсов в парном разряде (7)

#### Победы (4)
| №  | Дата             | Турнир                        | Покрытие | Партнёр          | Соперники в финале                    | Счёт            |
| 1. | 7 сентября 1997  | Оттиньи-Лувен-ла-Нёв, Бельгия | Грунт    | Вим Нефс         | Маркус Вислшпергер Андрей Рыбалко     | 6-4 6-1         |
| 2. | 28 сентября 1997 | Оттиньи-Лувен-ла-Нёв, Бельгия | Грунт    | Вим Нефс         | Тимоти Аэртс Жюльен Бутте             | 6-1 6-2         |
| 3. | 13 июля 2008     | Богота, Колумбия              | Грунт    | Карлос Саламанка | Хуан Себастьян Кабаль Мичаэль Кинтеро | 6-1 6-4         |
| 4. | 14 сентября 2008 | Донецк, Украина               | Хард     | Дик Норман       | Харел Леви Ноам Окун                  | 4-6 6-1 [13-11] |

#### Поражения (3)
| №  | Дата             | Турнир                        | Покрытие | Партнёр     | Соперники в финале                 | Счёт              |
| 1. | 14 сентября 1997 | Оттиньи-Лувен-ла-Нёв, Бельгия | Грунт    | Вим Нефс    | Маркус Вислшпергер Андрей Рыбалко  | 4-6 6-1 3-6       |
| 2. | 11 июля 1999     | Остенде, Бельгия              | Грунт    | Вим Нефс    | Маркос Ондруска Стивен Ранджелович | 2-6 4-6           |
| 3. | 30 сентября 2012 | Орлеан, Франция               | Хард(i)  | Кен Скупски | Лукаш Длоуги Жиль Мюллер           | 2-6 7-6(5) [7-10] |

## История выступлений на турнирах
| Турнир                       | 1998          | 1999          | 2000  | 2001          | 2002          | 2003          | 2004  | 2005          | 2006          | 2007          | 2008  | 2009                    | 2010                    | 2011                    | 2012                    | 2013                    | Итог   | В/П за карьеру |
| ---------------------------- | ------------- | ------------- | ----- | ------------- | ------------- | ------------- | ----- | ------------- | ------------- | ------------- | ----- | ----------------------- | ----------------------- | ----------------------- | ----------------------- | ----------------------- | ------ | -------------- |
| Турниры Большого Шлема       |               |               |       |               |               |               |       |               |               |               |       |                         |                         |                         |                         |                         |        |                |
| Открытый чемпионат Австралии | -             | -             | -     | -             | 2P            | 3P            | 1P    | 1P            | 2P            | 1P            | 1P    | 2Р                      | 1Р                      | 3P                      | 1P                      | 2P                      | 0 / 12 | 8-12           |
| Открытый чемпионат Франции   | -             | 1Р            | -     | 3Р            | 4P            | 3P            | 4Р    | 2Р            | 1Р            | -             | -     | -                       | 2Р                      | 2Р                      | 1P                      | 1P                      | 0 / 11 | 13-11          |
| Уимблдонский турнир          | -             | 1P            | -     | 2P            | 1/2           | 1P            | 4P    | 2P            | 2P            | -             | 2P    | 1P                      | 3P                      | 4P                      | 4P                      | 1P                      | 0 / 13 | 20-13          |
| Открытый чемпионат США       | -             | 3P            | 2P    | 4P            | 3P            | 4P            | 1P    | 4P            | 3P            | 2P            | К     | К                       | 1P                      | 1P                      | 1P                      | 1P                      | 0 / 13 | 17-13          |
| Итог                         | 0 / 0         | 0 / 3         | 0 / 1 | 0 / 3         | 0 / 4         | 0 / 4         | 0 / 4 | 0 / 4         | 0 / 4         | 0 / 2         | 0 / 2 | 0 / 2                   | 0 / 4                   | 0 / 4                   | 0 / 4                   | 0 / 4                   | 0 / 49 |                |
| В/П в сезоне                 | 0-0           | 2-3           | 1-1   | 6-3           | 11-4          | 7-4           | 6-4   | 5-4           | 4-4           | 1-2           | 1-2   | 1-2                     | 3-4                     | 6-4                     | 3-4                     | 1-4                     |        | 58-49          |
| Олимпийские игры             |               |               |       |               |               |               |       |               |               |               |       |                         |                         |                         |                         |                         |        |                |
| Олимпиада                    | Не проводился | Не проводился | -     | Не проводился | Не проводился | Не проводился | 1P    | Не проводился | Не проводился | Не проводился | -     | Не проводился           | Не проводился           | Не проводился           | -                       | НП                      | 0 / 1  | 0-1            |
| Турниры Мастерс              |               |               |       |               |               |               |       |               |               |               |       |                         |                         |                         |                         |                         |        |                |
| Индиан-Уэллc                 | -             | 3Р            | -     | -             | 1Р            | 2Р            | 2Р    | 1Р            | 3Р            | -             | 2Р    | -                       | -                       | 3Р                      | 2Р                      | 1Р                      | 0 / 10 | 10-10          |
| Майами                       | -             | 1Р            | 2Р    | -             | 1Р            | 2Р            | 3Р    | 2Р            | 2Р            | -             | 3Р    | -                       | 1Р                      | 2Р                      | 2Р                      | 3Р                      | 0 / 12 | 10-12          |
| Монте-Карло                  | -             | -             | -     | -             | 1Р            | 1Р            | 1Р    | 2Р            | 1Р            | -             | 1Р    | -                       | -                       | 1Р                      | -                       | 1Р                      | 0 / 8  | 1-8            |
| Мадрид                       | -             | -             | -     | -             | 2Р            | -             | 1Р    | -             | 1Р            | -             | -     | -                       | -                       | 3Р                      | -                       | 1Р                      | 0 / 5  | 3-5            |
| Рим                          | -             | -             | -     | -             | 3Р            | 1Р            | -     | -             | 2Р            | -             | -     | -                       | -                       | 2Р                      | К                       | 1Р                      | 0 / 5  | 4-5            |
| Торонто/Монреаль             | -             | -             | -     | 1Р            | 1Р            | 1Р            | 1Р    | 3Р            | 1/4           | -             | -     | -                       | 2Р                      | -                       | -                       | 1Р                      | 0 / 8  | 6-8            |
| Цинциннати                   | -             | 1Р            | -     | 2Р            | 3Р            | 2Р            | 1Р    | 1Р            | 1Р            | -             | -     | -                       | -                       | 1Р                      | -                       | -                       | 0 / 8  | 4-8            |
| Париж                        | -             | -             | -     | 3Р            | 2Р            | -             | 2Р    | 1Р            | 1Р            | -             | -     | -                       | 1Р                      | -                       | -                       | -                       | 0 / 6  | 4-6            |
| Гамбург                      | -             | -             | -     | -             | 1Р            | 2Р            | 1Р    | -             | 1Р            | -             | 1Р    | Не турнир серии Мастерс | Не турнир серии Мастерс | Не турнир серии Мастерс | Не турнир серии Мастерс | Не турнир серии Мастерс | 0 / 5  | 1-5            |
| Статистика за карьеру        |               |               |       |               |               |               |       |               |               |               |       |                         |                         |                         |                         |                         |        |                |
| Проведено финалов            | 1             | 1             | 0     | 2             | 0             | 0             | 2     | 1             | 2             | 2             | 0     | 0                       | 0                       | 1                       | 0                       | 0                       | 12     |                |
| Выиграно турниров АТП        | 0             | 0             | 0     | 0             | 0             | 0             | 0     | 1             | 0             | 2             | 0     | 0                       | 0                       | 0                       | 0                       | 0                       | 3      |                |
| В/П: всего                   | 8-7           | 12-10         | 7-7   | 38-23         | 32-23         | 18-21         | 23-26 | 22-20         | 31-24         | 10-4          | 9-12  | 4-5                     | 22-23                   | 24-26                   | 21-24                   | 13-19                   |        | 294-274        |
| Σ % побед                    | 53 %          | 55 %          | 50 %  | 62 %          | 58 %          | 46 %          | 47 %  | 52 %          | 56 %          | 71 %          | 43 %  | 44 %                    | 49 %                    | 48 %                    | 47 %                    | 41 %                    |        | 52 %           |